# Salomé, Nord

Salomé este o comună în departamentul Nord, Franța. În 1 ianuarie 2022 avea o populație de 3.116 de locuitori.